# Penium rupestre
Penium rupestre là một loài Song tinh tảo trong họ Desmidiaceae, thuộc chi Penium.